# مزدهقان
مِزدَهقان مجموعه‌ای از سازه‌های باستانی زرتشتیان خوارزمی ایرانی‌تبار است که در نزدیکی شهر امروزی خواجه‌ایلی در منطقه قره‌قالپاقستان کشور ازبکستان قرار دارد. پیشینه این شهر به زمان هخامنشیان می‌رسد و در باور عمومی، کیومرث، نخستین مرد افسانه‌ای متون ایران باستان را با این مکان در ارتباط می‌دانند. برخی منابع ریشه نام این شهر را مزداکان به معنی «شهر مَزدا» دانسته‌اند.
شهرک باستانی مزدهقان ۲۰۰ هکتار مساحت دارد. در قلمرو آن دو قلعه وجود دارد که از سده‌های نهم تا دوازدهم ساخته شده‌است. آخرین تدفین در گورستان آن به قرن ۱۴ برمی‌گردد. این مجموعه شامل مقبره‌های قرق‌چوپان و مقبره زیرزمینی مظلوم‌خان سولو است. گوری نیز معروف به قبر شمعون پیامبر در این مکان وجود دارد که در کاوش سال ۱۹۶۶ توسط یک کمیسیون ویژه مشخص شد گوری دروغین است. این مجموعه بر روی سه تپه واقع شده‌است. امروزه این مجموعه یکی از پربازدیدترین دیدنی‌های ازبکستان است.
بر اساس برخی گزارش‌ها، این شهر ایرانی در سال ۱۳۳۸ در جریان لشکرکشی تیمورلنگ به گرگانج ویران شد.

## مشخصات
مزدهقان بنای عظیمی است که در حدود ۴ کیلومتری غرب خواجه‌ایلی در جاده اصلی به پاسگاه مرزی ترکمنستان و کهنه‌گرگانج واقع شده‌است. این محوطه باستانی در یک جهت ۲ کیلومتر و در جهت دیگر ۱ کیلومتر امتداد دارد و سه تپه کم ارتفاع جداگانه و بخشی از دشت اطراف را پوشش می‌دهد. نمایان‌ترین قسمت سایت بر روی تپه‌های سمت جنوبی جاده اصلی واقع شده‌است.

## پیشینه
ارگ و قلعه مزدهقان به گبرقلعه معروف است، به معنی دژ زردتشتیان.
کاوش این مکان نخست در سال‌های ۱۹۲۸ و ۱۹۲۹ توسط باستان‌شناس روسی الکساندر یاکوبوفسکی انجام شد که آن را به شهری باستانی به نام مزدهقان که مکرراً در نوشته‌های جغرافی‌دانان اسلامی قرون وسطایی مانند اصطخری و مقدسی ذکر شده‌است، مرتبط کرد.
تپه جنوب غربی به نظر می‌رسد اولین بار توسط یک سکونتگاه در قرن چهارم پیش از میلاد در زمانی که خوارزم به سرعت در حال گسترش بود و به تازگی استقلال خود را از شاهنشاهی هخامنشی ایران به دست آورده بود، مسکونی شده‌است. این سکونتگاه به نظر می‌رسد که در اواخر قرن دوم قبل از میلاد در اثر آتش‌سوزی از بین رفته‌است. پس از آن استقرار دومی به وجود آمد که در طول دوره امپراتوری کوشانی، در همسایگی خوارزم، از قرن اول تا چهارم پس از میلاد، ادامه یافت، اما به نظر می‌رسد که این نیز در نهایت ویران شده‌است و چند قرن ویران شده‌است.
میان سده‌های پنجم و هشتم پس از میلاد، تپه شرقی به گورستان مهم زرتشتیان تبدیل شده بود که یافته‌های متعددی از خاکسپاری از نوع استودان در آن دیده می‌شود. زرتشتیان معتقد بودند که جسد انسان هم از نظر جسمی و هم از نظر روحی آلوده‌کننده است و عناصر مقدس آتش، آب و خاک را آلوده می‌کند؛ بنابراین پیکر درگذشتگان در معرض پرندگان و آفتاب قرار می‌گرفت تا زمانی که استخوان‌ها کاملاً تمیز شوند. سپس بقایای آن را در ظروف استوانه‌ای به نام استودان قرار داده و دفن می‌کردند. بلندترین نقطه شرقی تپه مزدهقان دارای یک تپه مخروطی‌شکل به نام «جُمارات قصاب» است که برخی معتقدند ممکن است به عنوان دخمه زرتشتی کاربرد داشته بوده‌است.
در سال ۶۵۱ اعراب به خراسان حمله کردند و مرو را تصرف کردند. در جریان دهه‌های بعد، خوارزم حملات فزاینده‌ای از سوی گروه‌های مهاجم عرب را تجربه کرد و سرانجام در سال ۷۱۲ فتح شد. اعراب آتشکده‌های زرتشتی را ویران کردند و طبق گزارش بعدی ابوریحان بیرونی، بسیاری از موبدان زرتشتی را کشتند. با این حال، تدفین زرتشتیان در قرون هشتم و نهم در مزدهقان با استفاده از استودان ادامه یافت.
اولین دفن‌های مسلمانان در این مکان به قرن نهم برمی‌گردد. در زمان ساخت قلعه قرن نهمی، خوارزم از نظر سیاسی به سه قسمت تقسیم شد. خوارزمشاهیان بر واحه جنوبی خوارزم از پایتخت خود کاث، واقع در حومه شهر بیرونی امروزی، حکومت می‌کردند. در همین حال، یک اتحادیه جداگانه از دامداران کوچ‌نشین، منطقه‌ای از دلتا معروف به کردر در ساحل راست آمودریا در شمال شهر امروزی نوکوس را اشغال کردند. سرانجام یک نظام ارباب‌رعیتی قدرتمند بر منطقه شمالی در ساحل چپ آمودریا حکومت کرد. منطقه اخیر به نام خمجیرد شناخته می‌شد و مرکز آن شهر گرگانج بود که ویرانه‌های آن هنوز در خارج از شهر امروزی کهنه‌گرگانج وجود دارد.
نویسندگان و جغرافی‌دانان مسلمان از گبرقلعه و شهر وابسته به آن به نام مزدهقان یاد می‌کردند. مقدسی، جهانگرد سده دهم که در اورشلیم به دنیا آمد، خاطرنشان کرد که اگرچه در آن زمان جرجانیه (گرگانج) پایتخت کرانه چپ خوارزم بود، مزدهقان از نظر مساحت تقریباً به همان اندازه بود.
گرگانج و مزدهقان هر دو توسط چنگیز خان و پسرانش در سال ۱۲۲۱ ویران شدند. قلمروهای کرانه چپ خوارزم به جوجی خان پسر چنگیز واگذار شد و در نهایت بخشی از خانات قبچاق شد که بعداً به عنوان اردوی زرین شناخته شد. خوارزم به‌زودی به یک کانون بازرگانی پررونق در مسیر اصلی تجاری بین شرق و پایتخت مغول، یعنی شهر سرای، تبدیل شد. شهر جدید دورهٔ مغول مزدهقان در غرب سه تپه رشد کرد و دو تپه شمال غربی به گورستان شهر تبدیل شدند. مقبره مظلوم سلی‌خان نشانی از کیفیت هنر خوارزمی در این دوره دارد. شهرهای ایرانی گرگانج و مزدهقان سرانجام در سال ۱۳۸۸ توسط تیمورلنگ به‌طور کامل نابود شدند.